# Wolfram Hörandner
Wolfram Hörandner (* 2. Juli 1942 in Wien; † 27. Jänner 2021) war ein österreichischer Byzantinist.

## Leben
Wolfram Hörandner studierte Klassische Philologie und Byzantinistik an der Universität Wien und wurde 1966 bei Herbert Hunger mit einer Dissertation zur Überlieferung der Werke des Theodoros Prodromos promoviert. 1967 wurde er Assistent am Institut für Byzantinistik und Neogräzistik der Universität Wien, 1971 Lektor an der Universität Salzburg, 1975 an der Universität Wien, Universitätsdozent 1980 nach der Habilitation mit einer Schrift zur byzantinischen Rhetorik und 1987 außerordentlicher Professor.
Zu seinen Forschungsschwerpunkten gehörten die byzantinische Philologie und die byzantinische Literatur, wobei sein besonderes Interesse der Dichtung galt. Mit Johannes Diethart hat er die Gedichte des Konstantinos Stilbes herausgegeben und an den Arbeiten zum Lexikon zur byzantinischen Gräzität war er maßgeblich beteiligt.
Seit den 1980er Jahren war er mit der Redaktion des Jahrbuchs der Österreichischen Byzantinistik betraut, von 1992 bis 2007 war er dessen Herausgeber (1992–2000 gemeinsam mit Herbert Hunger, 2004–2007 gemeinsam mit Martin Hinterberger). Von 2001 bis 2011 stand er der Commission pour le Corpus Fontium Historiae Byzantinae der Association Internationale des Études Byzantines vor.
Verheiratet war er mit der Volkskundlerin Editha Hörandner. Er wurde am Friedhof Mauer bestattet.

## Schriften (in Auswahl)
- A Companion to Byzantine Poetry (Brill’s Companions to the Byzantine World, vol. 4), ed. by Wolfram Hörandner, Andreas Rhoby and Nikolaos Zagklas. Leiden – Boston 2019. ISBN 978-90-04-39288-5
- Facettes de la littérature byzantine. Contributions choisies de Wolfram Hörandner, éd. par Paolo Odorico, Andreas Rhoby et Elisabeth Schiffer (Dossiers byzantins 17). Paris 2017. ISBN 978-10-9482401-7
- Forme et fonction. Remarques sur la poésie dans la société byzantine (Séminaires byzantins 4). Paris 2017. ISBN 978-2-251-44675-2
  - In neugriechischer Sprache: Η ποίηση στη βυζαντινή κοινωνία. Μορφή και λειτουργία, übers. von Ioannis Vassis und Marina Loukaki. Athen 2017. ISBN 978-960-6736-24-7
- Constantinus Stilbes. Poemata. Rec. Johannes Diethart et Wolfram Hörandner (Bibliotheca scriptorum Graecorum et Romanorum Teubneriana). München 2005. ISBN 3-598-71235-9
- Der Prosarhythmus in der rhetorischen Literatur der Byzantiner (Wiener byzantinistische Studien 16). Wien 1981. ISBN 3-7001-0405-7
- Theodoros Prodromos. Historische Gedichte. Text und Kommentar (Wiener byzantinistische Studien 11). Wien 1974. ISBN 3-7001-0066-3